# Magnolia liliifera
Magnolia liliifera är en magnoliaväxtart som först beskrevs av Carl von Linné, och fick sitt nu gällande namn av Henri Ernest Baillon. Magnolia liliifera ingår i släktet Magnolia och familjen magnoliaväxter. Inga underarter finns listade i Catalogue of Life.

## Bildgalleri

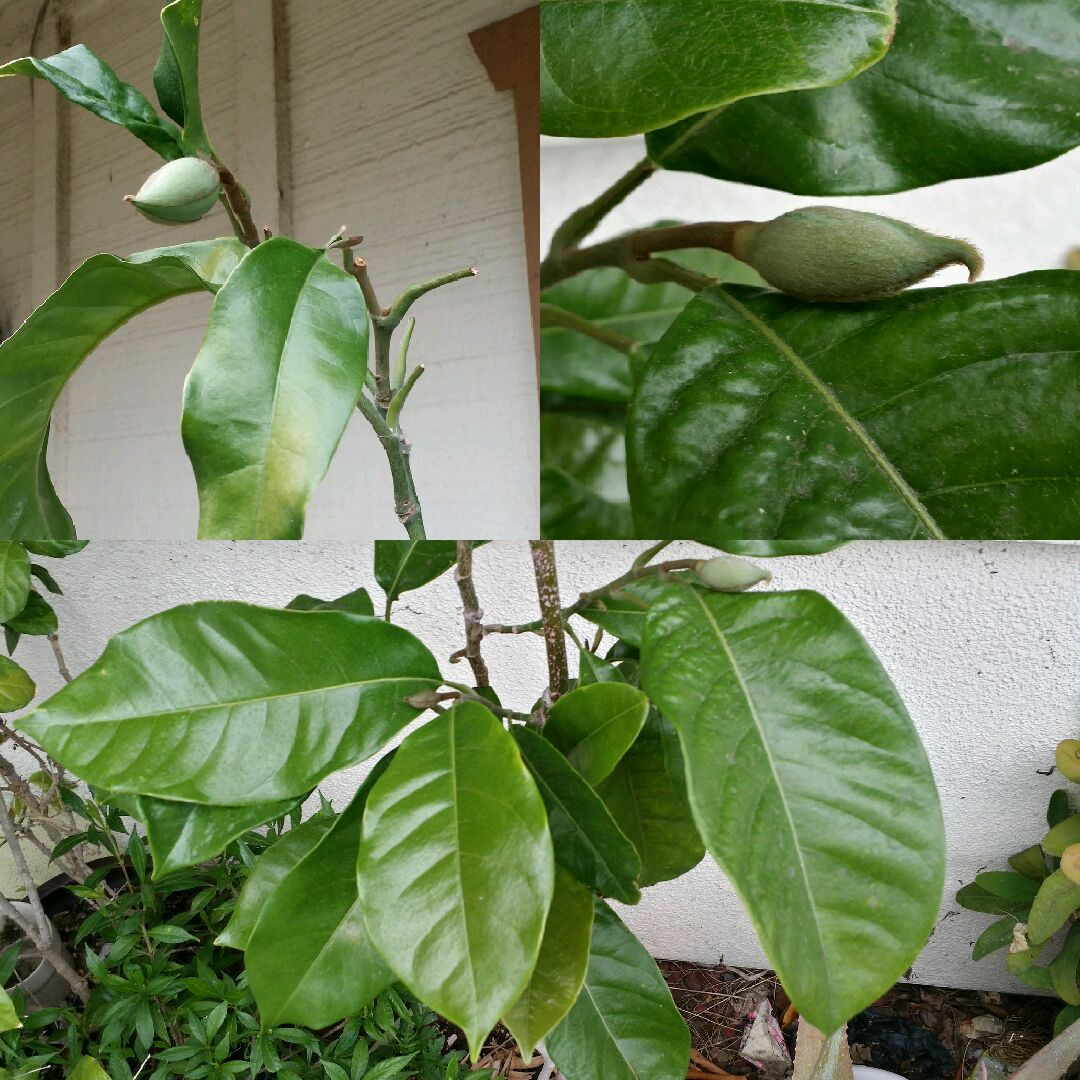